# Oklahoma City Thunder 2008-2009
La stagione 2008-09 degli Oklahoma City Thunder fu la 42ª nella NBA per la franchigia e la prima a Oklahoma City.
Gli Oklahoma City Thunder arrivarono quinti nella Northwest Division della Western Conference con un record di 23-59, non qualificandosi per i play-off.

## Roster
| N° | Naz.                   | Ruolo | Sportivo          | Anno | Alt. | Peso |
| -- | ---------------------- | ----- | ----------------- | ---- | ---- | ---- |
| 0  | Stati Uniti (bandiera) | G     | Russell Westbrook | 1988 | 191  | 85   |
| 2  | Svizzera (bandiera)    | G     | Thabo Sefolosha   | 1984 | 196  | 98   |
| 3  | Stati Uniti (bandiera) | A     | D.J. White        | 1986 | 206  | 114  |
| 4  | Stati Uniti (bandiera) | A     | Nick Collison     | 1980 | 206  | 116  |
| 5  | Stati Uniti (bandiera) | G     | Kyle Weaver       | 1986 | 198  | 91   |
| 7  | Stati Uniti (bandiera) | A     | Joe Smith         | 1975 | 208  | 102  |
| 9  | Stati Uniti (bandiera) | A     | Malik Rose        | 1974 | 201  | 113  |
| 12 | Serbia (bandiera)      | C     | Nenad Krstić      | 1983 | 213  | 109  |
| 13 | Stati Uniti (bandiera) | G     | Chucky Atkins     | 1974 | 180  | 73   |
| 14 | Stati Uniti (bandiera) | G     | Shaun Livingston  | 1985 | 201  | 83   |
| 18 | Senegal (bandiera)     | A     | Saer Sene         | 1986 | 211  | 104  |
| 21 | Stati Uniti (bandiera) | A     | Damien Wilkins    | 1980 | 198  | 102  |
| 22 | Stati Uniti (bandiera) | A     | Jeff Green        | 1986 | 206  | 107  |
| 25 | Stati Uniti (bandiera) | G     | Earl Watson       | 1979 | 185  | 88   |
| 27 | Francia (bandiera)     | C     | Johan Petro       | 1986 | 213  | 112  |
| 31 | Stati Uniti (bandiera) | C     | Robert Swift      | 1985 | 213  | 111  |
| 34 | Stati Uniti (bandiera) | G     | Desmond Mason     | 1977 | 201  | 102  |
| 35 | Stati Uniti (bandiera) | A     | Kevin Durant      | 1988 | 206  | 98   |
| 51 | Stati Uniti (bandiera) | C     | Steven Hill       | 1985 | 213  | 112  |
| 54 | Stati Uniti (bandiera) | A     | Chris Wilcox      | 1982 | 208  | 100  |

## Staff tecnico
- Allenatori: P. J. Carlesimo (1-12) (fino al 21 novembre)[1], Scott Brooks (22-47)
- Vice-allenatori: Scott Brooks (fino al 21 novembre), Mark Bryant, Brian Keefe, Ralph Lewis, Paul Westhead (fino al 22 novembre), Ron Adams (dal 30 dicembre)